# 참파사크 왕국
참파사크 왕국(라오어: ຈຳປາສັກ)은 현재 라오스 남부에서 1713년에서 1946년까지 존재했던 역사 상의 왕조이다. 현재의 참파사크 주를 중심으로 한 지역을 통치하고 있었다.

참파사크 왕국의 국기

## 역사
참파사크는 수년 동안 란쌍 왕조의 지배 하에 있었다. 그러나 1690년 술리냐웡사 왕의 사망 후 왕위 계승 분쟁이 발생하여 이를 계기로 참파사크는 분리 독립하게 된다.
1690년, 술리냐웡사 왕이 죽자, 수도 비엔티안에서는 차기 국왕의 자리를 둘러싸고 왕위 계승 분쟁이 발생했기 때문에 스만카라 공주는 3,000명의 신하와 함께 메콩강을 건너 참파사크에 살고 있는 유명한 승려였던 뇻께오의 보호를 받았다. 이에 대해 비엔티안의 무앙 장 왕 (재위 1690년 - 1691년)은 무력으로 뇻께오 일파에 대항하려고 했지만, 란쌍왕조의 약화를 노린 아유타야 왕조의 산펫 9세의 계략으로 1713년에 뇻께오가 참파사크 독립을 선언하는 사태에 이르렀다. 이것이 참파사크 왕국의 기원이다.
독립 선언 후, 초대 국왕 스만카라 공주의 장녀인 노까삿이 즉위하여 참파사크를 통치하다가, 1737년 그녀가 사망한 이후, 장남 사야꾸만이 왕위를 계승했다. 그동안 왕국은 번영하였고 왕국의 세력도 점차 확대되어 갔다. 하지만, 1779년에 시암(톤부리 왕조)이 비엔티안 왕국과 루앙프라방 왕국을 침공하여 제압하면서 참파사크 왕국에도 군대를 보냈기 때문에 다른 두 나라와 마찬가지로 시암의 속령이 되었다.

## 국왕
- 노까삿 (Nokasad 1713-1737)
- 사야꾸만 (Sayakumane 1737-1791)
- 파이 나 (Fay Na 1791-1811)
- 누 (Nu 1811)
- 마노이 (Ma Noi 1813-1819)
- 후이 (Huy 1826-1841)
- 낙 (Nak 1841-1851)
- 부아 (Boua 1851-1852)
- 캄 나이 (Kham Nai 1856-1858)
- 캄 숙 (Kham Souk 1863-1900)
- 라차다나이 (Ratsadanay 1900-1904)

## 같이 보기
- 비엔티안 왕조
- 루앙프라방 왕조
- 란쌍 왕조